# Élections municipales de 1953 en Ille-et-Vilaine
Les élections municipales en Ille-et-Vilaine ont eu lieu les 26 avril et 3 mai 1953.

## Maires sortants et maires élus
À l'issue de cette élection, on assiste à quelques changements : à Rennes tout d'abord, où le centriste Henri Fréville est élu maire avec le soutien de la SFIO, bien que la liste sur laquelle il figurait en deuxième position ait terminé derrière la liste d'Union et de défense des intérêts de Rennes (RPF) conduite par François Chateau. À Saint-Servan et Dinard, Yves Menguy et Yves Verney succèdent respectivement à Paul Delacourt et Louis Léouffre. Excepté ces trois communes, tous les sortants sont réélus.
| Commune              | Population | Maire sortant     | Parti | Parti    | Maire élu         | Parti | Parti    |
| -------------------- | ---------- | ----------------- | ----- | -------- | ----------------- | ----- | -------- |
| Bain-de-Bretagne     | 4 040      | Jules Pouilloux   |       | MRP      | Jules Pouilloux   |       | MRP      |
| Cancale              | 5 569      | Émile Lecerf      |       | MRP      | Émile Lecerf      |       | MRP      |
| Combourg             | 4 390      | Abel Bourgeois    |       | Rad.soc. | Abel Bourgeois    |       | Rad.soc. |
| Dinard               | 8 428      | Louis Léouffre    |       | MRP      | Yves Verney       |       | Rad.ind. |
| Dol-de-Bretagne      | 4 861      | François Roptin   |       | SE       | François Roptin   |       | SE       |
| Fougères             | 19 281     | Hippolyte Réhault |       | MRP      | Hippolyte Réhault |       | MRP      |
| Guichen              | 4 048      | Georges Le Cornec |       | Prog.    | Georges Le Cornec |       | Prog.    |
| Janzé                | 4 281      | Jean-Marie Lacire |       | CNIP     | Jean-Marie Lacire |       | CNIP     |
| Louvigné-du-Désert   | 3 942      | René de Montigny  |       | MRP      | René de Montigny  |       | MRP      |
| Paramé               | 9 060      | Jean Legatellois  |       | MRP      | Jean Legatellois  |       | MRP      |
| Redon                | 7 401      | Émile Le Brigant  |       | DVD      | Émile Le Brigant  |       | DVD      |
| Rennes               | 113 781    | Yves Milon        |       | RPF      | Henri Fréville    |       | MRP      |
| Saint-Malo           | 11 311     | Guy La Chambre    |       | CNIP     | Guy La Chambre    |       | CNIP     |
| Saint-Servan-sur-Mer | 12 832     | Paul Delacourt    |       | DVD      | Yves Menguy       |       | CNIP     |
| Vitré                | 9 367      | Marcel Rupied     |       | RPF      | Marcel Rupied     |       | RPF      |

### Résultats en nombre de maires
| Partis              | Partis                                      | Maires sortants | Maires élus | Évolution     |
| ------------------- | ------------------------------------------- | --------------- | ----------- | ------------- |
|                     | Mouvement républicain populaire             | 6               | 6           | en stagnation |
|                     | Radical indépendant                         | 0               | 1           | 1             |
| Total centre        | Total centre                                | 6               | 7           | 1             |
|                     | Centre national des indépendants et paysans | 2               | 3           | 1             |
|                     | Divers droite                               | 2               | 1           | 1             |
|                     | Rassemblement du peuple français            | 2               | 1           | 1             |
| Total droite        | Total droite                                | 6               | 5           | 1             |
|                     | Parti radical-socialiste                    | 1               | 1           | en stagnation |
| Total centre gauche | Total centre gauche                         | 1               | 1           | en stagnation |
|                     | Union progressiste                          | 1               | 1           | en stagnation |
| Total gauche        | Total gauche                                | 1               | 1           | en stagnation |
|                     | Sans étiquette                              | 1               | 1           | en stagnation |
| Total divers        | Total divers                                | 1               | 1           | en stagnation |
| Total               | Total                                       | 15              | 15          | -             |

## Résultats dans les communes de plus de3 500 habitants

### Combourg
- Maire sortant : Abel Bourgeois (Rad.soc.)
- 23 sièges à pourvoir au conseil municipal (population légale 1946 : 4 390 habitants)

|                          |                  |             |              |              |             |             |           |        |  |
| Tête de liste            | Tête de liste    | Liste       | Premier tour | Premier tour | Second tour | Second tour | Sièges    | Sièges |  |
| Tête de liste            | Tête de liste    | Liste       | Voix         | %            | Voix        | %           | CM        |        |  |
|                          | Abel Bourgeois * | Rad.soc.    | 1 354        | 58,61        | 1 001       | 47,22       | 21 (21/0) |        |  |
| Liste républicaine       |                  |             | 1 354        | 58,61        | 1 001       | 47,22       | 21 (21/0) |        |  |
|                          | Louis Arribart   | Ind.        | 759          | 32,86        | 1 085       | 51,18       | 2 (0/2)   |        |  |
| Liste indépendante       |                  |             | 759          | 32,86        | 1 085       | 51,18       | 2 (0/2)   |        |  |
|                          | M. Leray         | PCF         | 110          | 4,76         |             |             | 0         |        |  |
| Liste communiste         |                  |             | 110          | 4,76         |             |             | 0         |        |  |
|                          |                  |             |              |              |             |             |           |        |  |
| Inscrits                 | Inscrits         | Inscrits    | 2 756        | 100,00       | 2 766       | 100,00      |           |        |  |
| Abstentions              | Abstentions      | Abstentions | 385          | 13,97        | 634         | 22,92       |           |        |  |
| Votants                  | Votants          | Votants     | 2 371        | 86,03        | 2 132       | 77,08       |           |        |  |
| Exprimés                 | Exprimés         | Exprimés    | 2 310        | 83,82        | 2 120       | 76,64       |           |        |  |
| * Liste du maire sortant |                  |             |              |              |             |             |           |        |  |

### Rennes
- Maire sortant : Yves Milon (RPF), ne se représente pas
- 37 sièges à pourvoir au conseil municipal (population légale 1946 : 113 781 habitants)

|                                                               |                       |                     |              |              |        |        |  |  |  |
| Tête de liste                                                 | Tête de liste         | Liste               | Premier tour | Premier tour | Sièges | Sièges |  |  |  |
| Tête de liste                                                 | Tête de liste         | Liste               | Voix         | %            | CM     |        |  |  |  |
|                                                               | François Chateau      | RPF-CNIP-Rad.-Ind.D | 15 626       | 32,33        | 13     |        |  |  |  |
| Liste d'union et de défense des intérêts de Rennes            |                       |                     | 15 626       | 32,33        | 13     |        |  |  |  |
|                                                               | Louis Le Gal la Salle | MRP-RI              | 12 373       | 25,60        | 10     |        |  |  |  |
| Liste d'entente républicaine populaire                        |                       |                     | 12 373       | 25,60        | 10     |        |  |  |  |
|                                                               | Marcel Cadieu         | PCF                 | 10 468       | 21,66        | 8      |        |  |  |  |
| Liste d'union ouvrière et démocratique                        |                       |                     | 10 468       | 21,66        | 8      |        |  |  |  |
|                                                               | Alexis Le Strat       | SFIO                | 8 033        | 16,62        | 6      |        |  |  |  |
| Liste présentée par le Parti socialiste SFIO                  |                       |                     | 8 033        | 16,62        | 6      |        |  |  |  |
|                                                               | Aubin-Jean Lecroc     | Ind.                | 1 247        | 2,58         | 0      |        |  |  |  |
| Liste des indépendants pour la défense des intérêts communaux |                       |                     | 1 247        | 2,58         | 0      |        |  |  |  |
|                                                               |                       |                     |              |              |        |        |  |  |  |
| Inscrits                                                      | Inscrits              | Inscrits            | 68 292       | 100,00       |        |        |  |  |  |
| Abstentions                                                   | Abstentions           | Abstentions         | 18 649       | 27,31        |        |        |  |  |  |
| Votants                                                       | Votants               | Votants             | 49 643       | 72,69        |        |        |  |  |  |
| Blancs ou nuls                                                | Blancs ou nuls        | Blancs ou nuls      | 1 317        | 1,93         |        |        |  |  |  |
| Exprimés                                                      | Exprimés              | Exprimés            | 48 326       | 70,76        |        |        |  |  |  |